# Bolšoe gore malen'koj ženščiny
Bolšoe gore malen'koj ženščiny (Большое горе маленькой женщины) è un film del 1929 diretto da Mark Stepanovič Tereščenko.